# Taniguchi Kenzo
Kenzo Taniguchi (谷口 堅三 Taniguchi Kenzō, sinh ngày 15 tháng 9 năm 1988 ở Kagoshima) là một cầu thủ bóng đá người Nhật Bản hiện tại thi đấu cho Fujieda MYFC.

## Thống kê sự nghiệp câu lạc bộ
Cập nhật đến ngày 23 tháng 2 năm 2018.
| Thành tích câu lạc bộ | Thành tích câu lạc bộ | Thành tích câu lạc bộ | Giải vô địch | Giải vô địch | Cúp                   | Cúp                   | Tổng cộng | Tổng cộng |
| Mùa giải              | Câu lạc bộ            | Giải vô địch          | Số trận      | Bàn thắng    | Số trận               | Bàn thắng             | Số trận   | Bàn thắng |
| Nhật Bản              | Nhật Bản              | Nhật Bản              | Giải vô địch | Giải vô địch | Cúp Hoàng đế Nhật Bản | Cúp Hoàng đế Nhật Bản | Tổng cộng | Tổng cộng |
| --------------------- | --------------------- | --------------------- | ------------ | ------------ | --------------------- | --------------------- | --------- | --------- |
| 2007                  | Sagan Tosu            | J2 League             | 4            | 0            | 0                     | 0                     | 4         | 0         |
| 2008                  | Sagan Tosu            | J2 League             | 24           | 3            | 0                     | 0                     | 24        | 3         |
| 2009                  | Sagan Tosu            | J2 League             | 3            | 0            | 0                     | 0                     | 3         | 0         |
| 2010                  | Sagan Tosu            | J2 League             | 0            | 0            | -                     | -                     | 0         | 0         |
| 2010                  | FC Kagoshima          | JPL                   |              |              |                       |                       |           |           |
| 2011                  | FC Kagoshima          | JRL (Kyushu)          | 17           | 22           | 2                     | 1                     | 19        | 23        |
| 2012                  | FC Kagoshima          | JRL (Kyushu)          | 18           | 26           | -                     | -                     | 18        | 26        |
| 2013                  | FC Kagoshima          | JRL (Kyushu)          | 18           | 27           | -                     | -                     | 18        | 27        |
| 2014                  | Kagoshima United FC   | JFL                   | 13           | 3            | 1                     | 0                     | 14        | 3         |
| 2015                  | Grulla Morioka        | J3 League             | 28           | 3            | 0                     | 0                     | 28        | 3         |
| 2016                  | Grulla Morioka        | J3 League             | 29           | 8            | 3                     | 1                     | 32        | 9         |
| 2017                  | Grulla Morioka        | J3 League             | 32           | 7            | 2                     | 1                     | 34        | 8         |
| Tổng                  | Tổng                  | Tổng                  | 186          | 99           | 8                     | 3                     | 194       | 102       |